# Pterolophia szetschuanica
Pterolophia szetschuanica là một loài bọ cánh cứng trong họ Cerambycidae.